# Anaïs Caradeux
Anaïs Caradeux (Aix-les-Bains, 30 de junio de 1990) es una deportista francesa que compitió en esquí acrobático.
Ganó una medalla de plata en el Campeonato Mundial de Esquí Acrobático de 2013, en la prueba de halfpipe. Adicionalmente, consiguió una medalla de plata en los X Games de Invierno.

## Medallero internacional
| Campeonato Mundial | Campeonato Mundial  | Campeonato Mundial | Campeonato Mundial |
| Año                | Lugar               | Medalla            | Prueba             |
| ------------------ | ------------------- | ------------------ | ------------------ |
| 2013               | Oslo/Voss (Noruega) | Medalla de plata   | Halfpipe           |

| X Games de Invierno | X Games de Invierno | X Games de Invierno | X Games de Invierno |
| Año                 | Lugar               | Medalla             | Prueba              |
| ------------------- | ------------------- | ------------------- | ------------------- |
| 2013                | Tignes (Francia)    | Medalla de plata    | Superpipe           |